# Michelangelo Cerquozzi
Michelangelo Cerquozzi, anomenat Michelangelo delle Battaglie (Roma, 1602 - 1660), va ser un pintor barroc italià, especialitzat en escenes populars minuciosament descrites.

## Biografia
Nascut i actiu a Roma, és conegut principalment pels seus petits llenços de gènere, estant un dels més coneguts membres del corrent dels Bamboccianti encapçalada pel flamenc Pieter van Laer, encara que Cerquozzi no va deixar d'abordar d'altres gèneres, com el mitològic i el religiós.
Es coneixen poques dades segures de la seva vida. Format, segons algunes fonts, amb Pietro Paolo Bonzi, pintor de natures mortes, o amb Vincent Adriaenssen (Vincent Leckerbetien el Maciola), reconegut especialista en la pintura de batalles, a la qual deuria Cerquozzi el sobrenom, va ingressar a l'Accademia di San Luca el 1634.
Malgrat els crítics que menyspreaven la baixesa dels temes tractats pels «bamboccianti» no li van faltar encàrrecs d'alguns[cardenals i membres de l'aristocràcia romana, especialment dels cercles hispanòfils com els Colonna o el cardenal Rapaccioli, oposats als Barberini, defensors, al contrari, dels pintors d'història i del corrent classicista representat, per exemple, per Nicolas Poussin. Cerquozzi, en aquest sentit, va col·laborar amb Jan Miel en les il·lustracions de la segona dècada de De Bello Gallico de Famiano Strada, que exalçava les victòries d'Alexandre Farnese als Països Baixos.
Reconegut pels seus quadres de batalles, el 1648 va pintar per encàrrec de Virgilio Spada La revolta de Masaniello (Roma, Galeria Borghese) representant el moment en què el líder popular arenga a la multitud congregada a la plaça del Mercat de Nàpols, a la vegada crònica històrica i testimoni de l'interès del mateix Cequozzi pels motius populars, oli per al que va comptar amb la col·laboració, en les arquitectures, de Viviano Codazzi, especialitzat en la pintura de perspectives. També va col·laborar amb Angeluccio, pintant les figures dels seus paisatges per al cardenal Chigi.